# Arc àrab de Madinat al-Zahra
Arc àrab de Madīnat al-Zahrā és un arc àrab, procedent de Còrdova, fet probablement per un llibert del califa Abd-ar-Rahman III. Actualment es troba exposat a la Sala I del Museu Diocesà de Tarragona, amb el número d'inventari D-0157.

## Història
Diversos estudis recents indiquen que, probablement, l'arc formi part dels elements decoratius de les obertures del bany del califa Abd-ar-Rahman III, a la zona de la terrassa superior de Madīnat al-Zahrā. D'altres estudiosos apunten però a que l'arc podria provenir de la desapareguda Mesquita de Tortosa, d'on, probablement, l'arquebisbe Antoni Agustín, l'hagués portat a la catedral de Tarragona l'any 1583, amb l'objectiu que servís com a material de construcció per a la decoració de la capella del Santíssim Sagrament. Els investigadors van trobar l'arc encastat en un mur de la Sala Capitular de la catedral.
L'arc es va encastar a un dels murs del claustre a principis del segle xix, amb motiu d'una visita reial a la ciutat. Romandria allà fins al 1989, quan va ser traslladat a Barcelona amb motiu de l'exposició Millenum. En tornar a Tarragona fou encastat de nou, però només durant 3 anys, ja que el 1992 es va traslladar de nou amb motiu de l'exposició Pallium. Un cop passada l'exposició va ingressar com a peça del museu, on ara és custodiat.

## Descripció
Es tracta d'un arc de ferradura, fet amb una peça rectangular d'alabastre blanc, on encara es poden observar algunes restes de policromia. S'aguanta mitjançant dues columnetes, amb capitells decorades amb fulles. A l'arquivolta es pot llegir una inscripció en àrab. Com a altres elements decoratius, l'arc presenta una sanefa al voltant, realitzada amb motius vegetals estilitzats, així com una trena a la part superior. El seu estat de conservació és bo.

## Exposicions
- Millenum. Història i Art de l'Església Catalana, Pia Almoina. Saló del Tinell. Capella de Santa Àgata. Barcelona, 1989
- Pallium. Exposició d'Art i Documentació. De la memòria de sant Fructuós al triomf de santa Tecla, Museu Diocesà de Tarragona. Tarragona, 1992